# N572 (België)
De N572 is een gewestweg in België tussen Fistaux (N5/R3) en Gilly (N29). De weg heeft een lengte van ongeveer 5 kilometer.
De gehele weg bestaat uit twee rijstroken voor beide richtingen samen.

## Plaatsen langs N572
- Fistaux
- Bavèry
- Montignies-sur-Sambre
- Gilly

## N572a
De N572a is een gewestweg tussen Gilly en Ransart met een lengte van ongeveer 1 kilometer. Hoewel de weg niet aansluit op de N572 vormt de N572a een schakel voor de N572.
Tussen de N90 en de N29 lopen de twee wegen parallel. Na de N29 gaat de N572a verder richting de R3 waar het over gaat op de N587. 